# Involucrados
Involucrados (inicialmente como Involucrados, aquí y ahora) fue un programa de televisión argentino de género magacín, conducidos por Débora Plager, Pía Shaw y Mariano Iúdica. Su primer programa fue el 7 de enero de 2018, por la cadena América TV reemplazando a los programas Cocinando para vos y Te cuento al mediodía. Hasta ese momento culminó su programa el 28 de febrero de 2020.

## Equipo

### Conductores
- Mariano Iúdica (2018-2019)
- Pía Shaw (2018-2020)
- Debora Plager (2018-2020)

### Panelistas
- Luis Ventura (2018-2020)
- Mauro Federico (2018-2020)
- Álvaro Norro (2019-2020)
- Cora Debarbieri (2019-2020)
- Sol Pérez (2019-2020)
- Camila Hadad (2018-2020)
- Pablo Duggan (2018-2019)
- Chiche Gelblung (2018)
- Cinthia Fernández (2018)
- Guido Záffora (2018)

### Humoristas
- Álvaro Navia (2018-2019)

### Movileros
- Silvina Fuentes (2018-2020)
- Fabian Rubino (2018)
- Ana Medrano (2018-2020)

### Locutor
- Julián Pérez Regio (2018-2020)